# 何叔衡故居

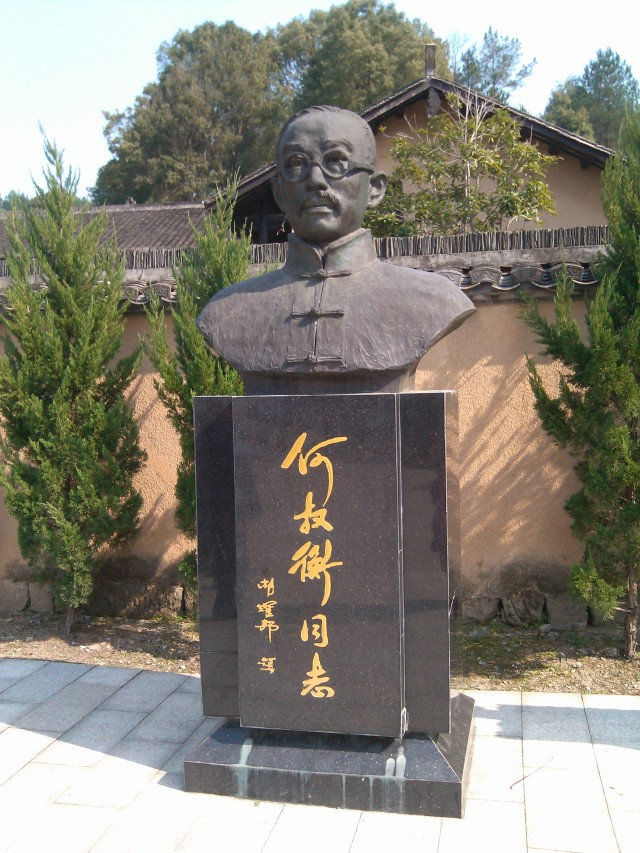
何叔衡故居门前的何叔衡雕塑。

何叔衡故居坐落在湖南省长沙市宁乡市沙田乡杓子冲。故居占地面积2600平方米，建筑面积800平方米，是典型的清朝南方民居。

## 沿革
何叔衡故居始建于清朝乾隆五十年（1785年）房屋左边是马里山，房屋右边是大树山，西南是鲤鱼山，东北是九龙山。屋后杓子岭和罘罳峰。清朝光绪二年五月初五（1876年5月27日），何叔衡诞生，并且住在这个房屋26年。
1917年，毛泽东和萧子升来宁乡调查，曾在此住了三晚。
1972年后故居多次维修。
2006年5月30日，长沙市委副秘书长易凤葵为何叔衡铜像揭幕。
2013年，国务院将其列入全国重点文物保护单位。

## 建筑
何叔衡故居为普通农舍，平房23间，平头槽门。土砖围墙。门额上端悬挂廖沫沙题写的“何叔衡烈士故居”七字横匾。槽门上挂着胡耀邦书写的“何叔衡同志故居”匾额。堂屋门上挂着“开国元勋”的金字匾额。堂屋左侧悬挂着儿女们的屏条6幅，堂屋右侧为何叔衡的画像。其他房间放置着何叔衡曾经用过的眼镜、怀表、衬衣、毛衣、书籍的复印件和照片。正房右边是何叔衡的卧室。小房是何叔衡的书房。